# 스페이스십투

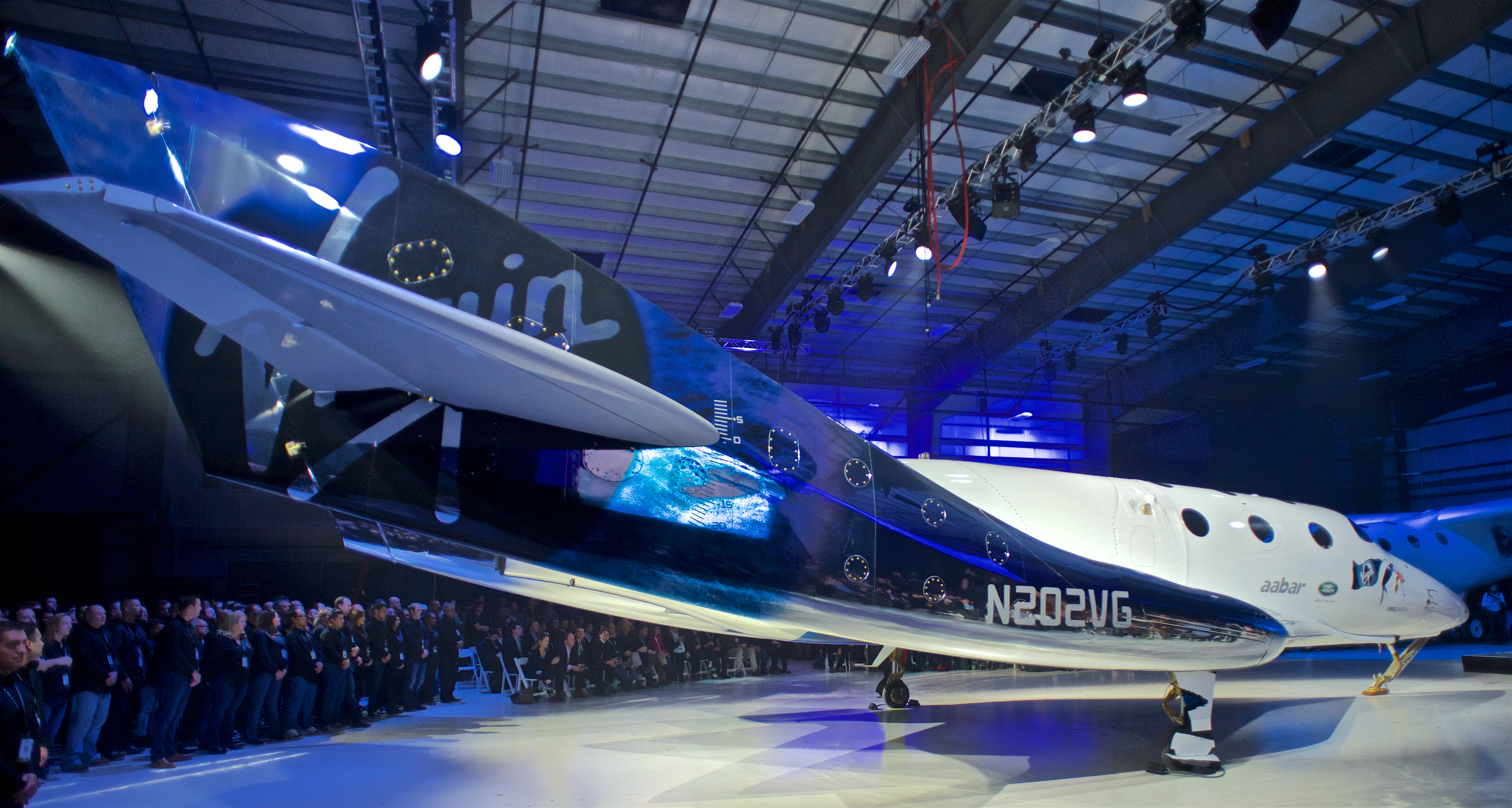

스페이스십투(SpaceShipTwo, 전체 이름: Scaled Composites Model 339 SpaceShipTwo, SS2)는 우주 관광을 위해 설계된 공중 발사형 준궤도 스페이스플레인이었다. 이 제품은 버진 갤럭틱이 소유한 캘리포니아 소재 회사인 더 스페이스십 컴퍼니(The Spaceship Company)에서 제조했다.
스페이스십투는 스케일드 컴포지츠 화이트 나이트 투(Scaled Composites White Knight Two)에 의해 발사 고도로 운반된 후 로켓 엔진으로 구동되는 상층 대기로 비행하기 위해 방출되었다. 그런 다음 지구로 다시 활공하여 일반적인 활주로 착륙을 수행했다. 우주선은 2009년 12월 7일 캘리포니아의 모하비 항공우주항에서 대중에게 공식적으로 공개되었다. 거의 3년 간의 무동력 테스트 끝에 2013년 4월 29일, 최초로 제작된 SS2가 첫 번째 동력 테스트 비행을 성공적으로 수행했다.
버진 갤럭틱은 개인 승객 수송 서비스에서 스페이스십투 우주선 5대를 운영할 계획을 세우고 한동안 예약을 받았는데, 2015년에 미화 250,000달러의 티켓 가격을 지닌 준궤도 비행을 했다. 우주선은 NASA 및 다른 조직의 과학 탑재물을 운반하는 데에도 사용되었다.
2014년 10월 31일, 테스트 비행 중 첫 번째 스페이스십투 VSS 엔터프라이즈가 비행 중에 파손되어 모하비 사막에 추락했다. 조사 결과 우주선의 하강 장치가 너무 일찍 배치된 것으로 나타났다. 조종사 마이클 알스버리 한 명이 사망했다. 다른 한 명은 피해를 입은 우주선에서 낙하산을 내린 후 심각한 어깨 부상을 입어 치료를 받았다.
두 번째 스페이스십투 우주선인 VSS 유니티는 2016년 2월 19일에 공개되었다. 차량은 2016~2023년에 비행 테스트를 거쳤다. 우주로의 첫 비행(고도 50마일 이상)인 VSS 유니티 VP03은 2018년 12월 13일에 이루어졌다. 유니티의 첫 번째 운항 비행(버진 갤럭틱 직원이 아닌 첫 비행 승객으로 정의됨)은 6월 29일 갤럭틱 01이었다. 2023년. 유니티의 마지막 비행은 2024년 6월 8일 갤럭틱 07이었다.

## 같이 보기
- 뉴 셰퍼드
- 드림 체이서
- 유인 우주선 목록
- 노스 아메리칸 X-15
- 민간 우주 비행
- 스페이스십원
- 스페이스 라이더
- 우주왕복선 계획